# Renaud Camus

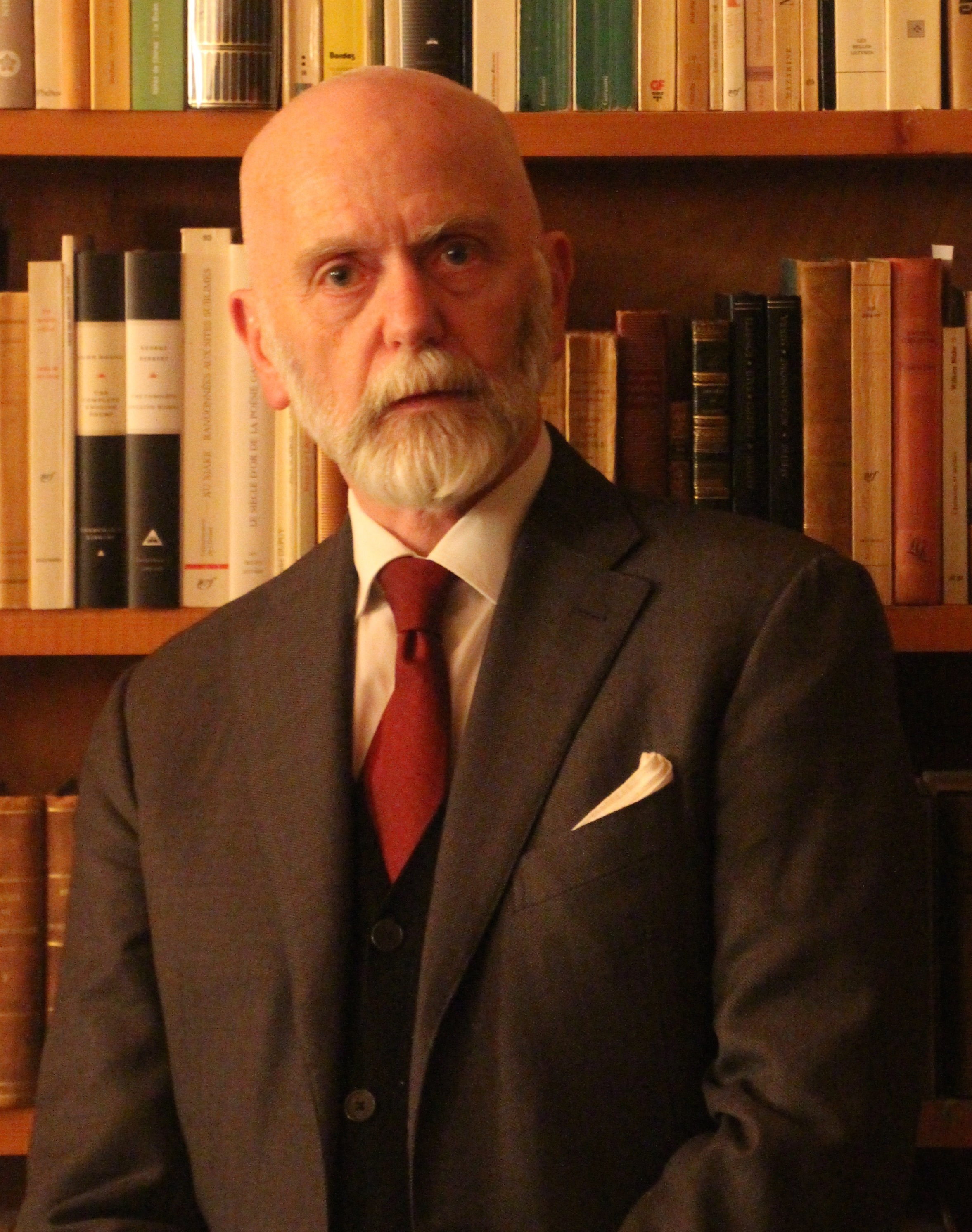
Renaud Camus (2019)

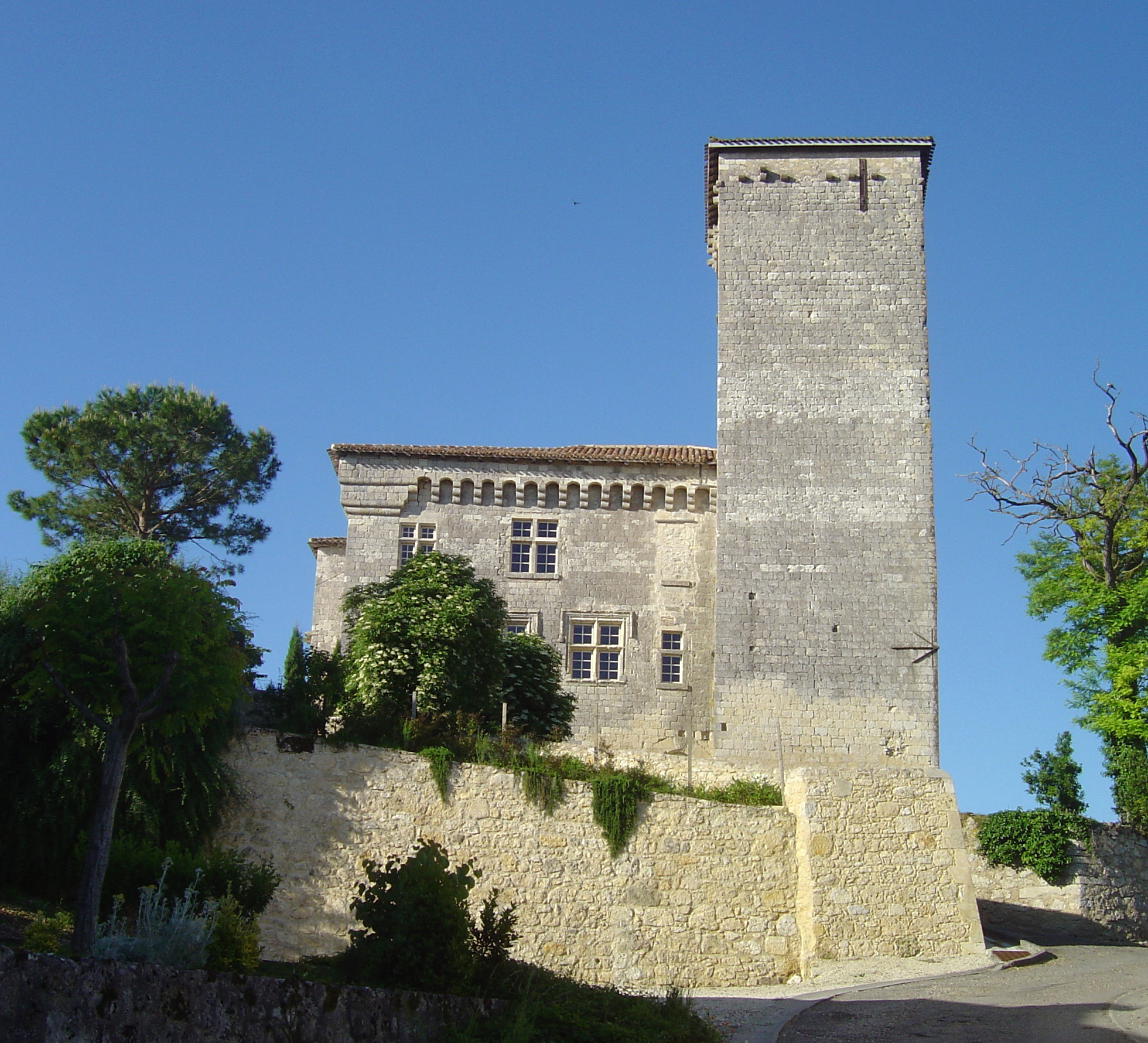
Château de Plieux (14.–16. Jahrhundert) Gers

Renaud Camus (* 10. August 1946 in Chamalières, Département Puy-de-Dôme) ist ein französischer Schriftsteller, Philosoph und Politiker. Er wird insbesondere wegen seiner Ideologie des „Großen Austauschs“  oder „Umvolkung“ als einer der Vordenker des rechtsextremen Rassemblement National angesehen.

## Leben
Camus wurde in Chamalières in der Auvergne geboren und lebt heute auf seinem Château de Plieux im Département Gers. Seine Studienzeit verbrachte er zum Teil in Großbritannien und den USA.
Er engagiert sich für die Rechte von Schwulen und Lesben. Seine Buchveröffentlichungen befassen sich vielfach mit seiner eigenen Homosexualität.
Seit 1985 ist er Herausgeber eines Journals, 2002 gründete er die Partei Parti de l’In-nocence (deutsch etwa Partei der Arglosigkeit).

## „Der große Austausch“
In seinen politischen Schriften behauptet er einen Identitäts- und Kulturverlust („déculturation“) Frankreichs aufgrund von Einwanderung. Sein Buch Le grand remplacement (deutsch etwa Der große [Bevölkerungs]-Austausch) wurde in Frankreich wie im deutschsprachigen Raum innerhalb rechtsradikaler Strömungen stark rezipiert. Insbesondere die völkisch-nationalistische Identitäre Bewegung beruft sich wesentlich auf die Ideologie des „Großen Austauschs“, der zufolge die französische (bzw. deutsche oder österreichische) Regierung eine „Auflösung“ des Volkes plane und betreibe. Camus bedient damit auch eine Globalisierungsskepsis, nach der die Globalisierung alles – Waren, Produktionsstätten und Menschen – für auswechselbar erklärt habe.
Ins Deutsche übersetzt wurde es von Martin Lichtmesz, dem österreichischen Übersetzer der Neuen Rechten, und es erschien im Verlag Antaios des Vordenkers der Neuen Rechten in Deutschland Götz Kubitschek, in dessen Umfeld die Identitäre Bewegung massiv beworben wurde.
Im April 2014 verurteilte ein Pariser Gericht Camus wegen Anstachelung zu Hass und Gewalt zu einer Geldstrafe über 4000 Euro, weil er muslimische Einwanderer als Teil einer „Eroberung Frankreichs“ bezeichnet hatte.
Nachdem der Rechtsterrorist Brenton Tarrant 2019 in Neuseeland einen Anschlag auf zwei Moscheen verübt und sich dabei auf die vermeintliche Gefahr eines „Großen Austauschs“ berufen hatte, reagierte Camus mit den Worten: „Tödlich sind die Kugeln, nicht die Ideen.“

## Rezeption
Lorenz Jäger bezeichnete in der FAZ Camus’ ersten auf Deutsch erschienenen Roman Tricks als „das Buch eines stolzen Homosexuellen“; Revolte gegen den Großen Austausch solle hingegen dazu dienen, „die kausale Abhängigkeit eines schwindenden Gemeinschaftsgefühls und Nachbarschaftsvertrauens von wachsender ethnischer Durchmischung erweisen zu können“.
Laut Spiegel TV vom Oktober 2019 „liefert Renaud Camus mit seinen rechtsextremen und völkischen Texten den Nährboden für Attentate wie die in Halle oder Christchurch.“

## Werke
- Tricks. Mit einem Vorwort von Roland Barthes. Bruno Gmünder, Berlin 1999, 2 Bde. (frz. Erstausgabe 1978).
- Revolte gegen den Großen Austausch. Antaios, Schnellroda 2016, ISBN 978-3-944422-23-7 (frz. Erstausgabe 2011).